# Chalastinus recticornis
Chalastinus recticornis är en skalbaggsart som beskrevs av Bates 1875. Chalastinus recticornis ingår i släktet Chalastinus och familjen långhorningar. Inga underarter finns listade i Catalogue of Life.